# 比措
比措（德語：Bützow，發音：[ˈbʏtsoː] ⓘ）是德国梅克伦堡-前波美拉尼亚州罗斯托克县的城市，面积39.85平方千米，2023年12月31日人口为8,191人。